# Масерија Мациота (Потенца)
Масерија Мациота (итал. Masseria Mazziotta) је насеље у Италији у округу Потенца, региону Базиликата.
Према процени из 2011. у насељу је живело 13 становника. Насеље се налази на надморској висини од 915 м.